# Orp-Jauche
Orp-Jauche (nld. Adorp-Geten, wa. Oû-Djåce) – miejscowość i gmina (commune) w środkowej Belgii, w Regionie Walońskim, w prowincji Brabancja Walońska, w okręgu Nivelles. 1 stycznia 2024 r. liczyła 9094 mieszkańców.

## Podział administracyjny
W skład gminy wchodzi siedem dzielnic (section):
- Énines
- Folx-les-Caves
- Jandrain-Jandrenouille
- Jauche (Geten)
- Marilles
- Noduwez (Nodevoorde)
- Orp-le-Grand (Groot-Adorp)